# Lietuvos Nacionalinis Radijas ir Televizija

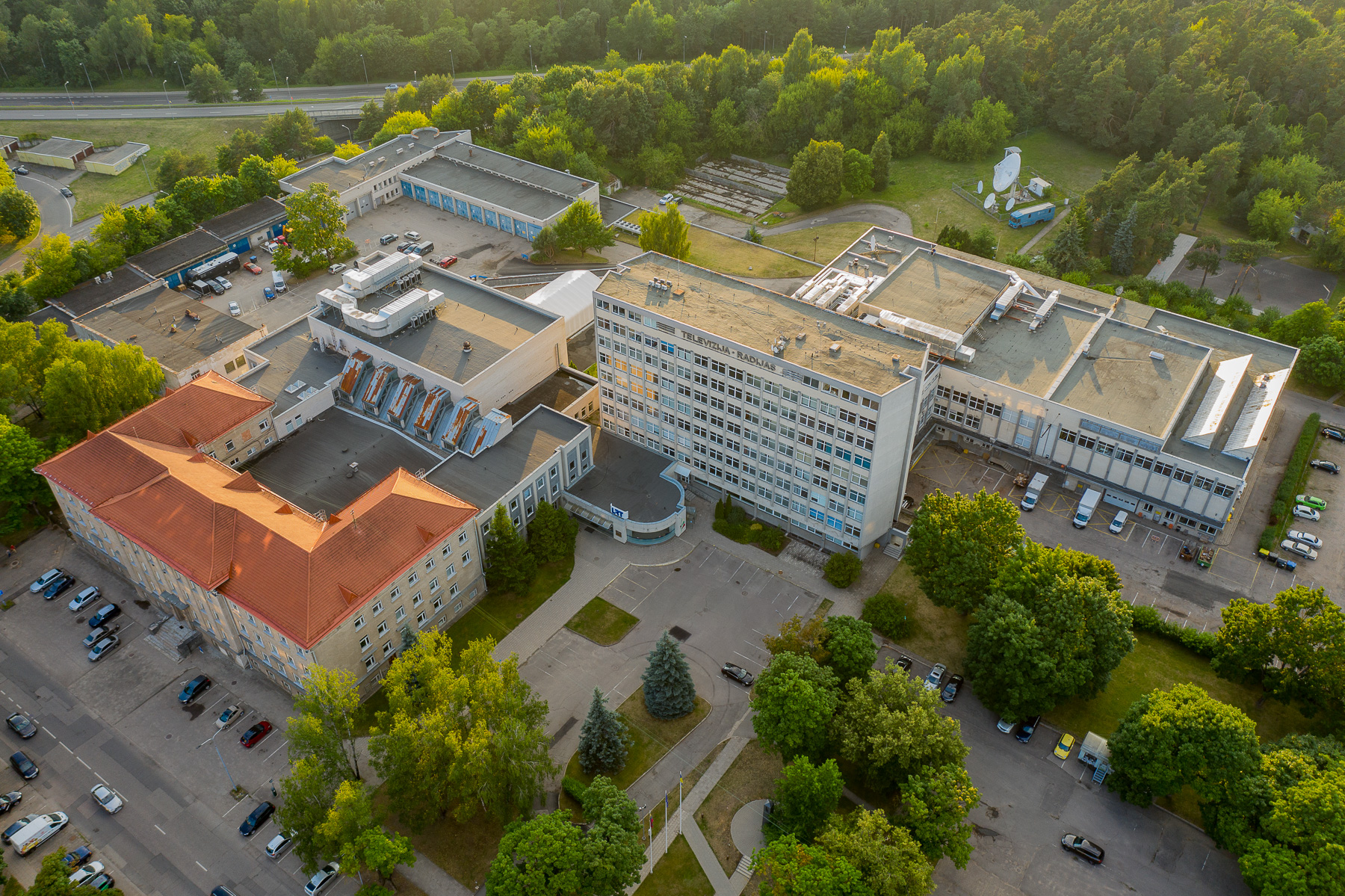
LRT:s huvudkontor i Vilnius.

Lietuvos Nacionalinis Radijas ir Televizija, ofta förkortat LRT, är en litauisk public service-station som har tillhandahållit regelbundna radiotjänster sedan 1926 och TV-sändningar sedan 1957. LRT är sedan 1993 medlem i Europeiska radio- och TV-unionen och ansvarar därför för Litauens medverkan i Eurovision Song Contest. Den driver tre nationella TV-kanaler, radiostationer och en webbplats. LRT:s radio- och TV-tjänster bedrivs från huvudkontoret i Vilnius. LRT radijas, LRT:s huvudradiostation, har den största andelen på den litauiska radiomarknaden och fokuserar främst på operativa nyheter och pedagogisk direktsända produktioner.

## Bakgrund
Litauiska radion började sända regelbundet den 12 juni 1926. TV-tjänsten har sänt sedan den 30 april 1957. År 1965 startades radiosändningar på engelska. År 1975 sändes det första programmet från LRT i färg. Radio- och TV-tjänster bedrivs nu från LRT:s huvudkontor i Litauens huvudstad Vilnius. I maj 2007 startade LRT ett projekt för att konvertera alla sina filmer, inklusive cirka fem tusen timmar biofilm och cirka 30 000 timmar videoband, till digitala medier. LRT består av sju mediekanaler som sänder över hela landet. Innehållet på alla kanaler är integrerat och fördelat över alla tre plattformar: TV, radio och online. LRT producerar ungefär två tredjedelar av sitt innehåll internt, medan en tredjedel beställs av externa producenter. I slutet av 2019 hade LRT cirka 600 anställda.

## Kanaler

### Radio
- LRT Radijas – huvudsakliga radioprogram.
- LRT Klasika – kulturinnehåll och klassisk musik samt specialiserat innehåll för litauiska etniska minoritetsgrupper.
- LRT Opus – samtida musik och innehåll för yngre publik.

### TV
- LRT Televizija (HD) – sänder generella program i HD riktade till en bred publik.
- LRT Plius (HD) – fokuserar på kultur och sport.
- LRT Lituanica – sänder endast litauiskt innehåll från två andra LRT-TV-kanaler dygnet runt via satellit och internetwebbplatsen och streamas även live på YouTube.

### Online
- LRT.lt – förutom nyhetssidan på litauiska har den även nyhetssektioner på engelska, polska, ukrainska och ryska. Allt innehåll som har publicerats eller sänts på LRT-kanaler lagras permanent och är fritt tillgängligt i LRT:s digitala arkiv Mediateka, såvida inte upphovsrättsrestriktioner gäller.